# Easy - Un viaggio facile facile
Easy - Un viaggio facile facile è un film italiano del 2017, diretto da Andrea Magnani, al suo esordio cinematografico.
Il film è stato distribuito in Italia il 31 agosto 2017.

## Trama
Isidoro, detto Easy, è un ex-pilota di successo di go-kart che ha dovuto lasciare le gare a causa dell'eccessivo peso accumulato, e che ora vive con la madre, trascorrendo le sue giornate tra la televisione, i videogiochi e il cibo, in uno stato di depressione cronica. Un giorno, l'astuto fratello Filo, imprenditore edile, gli chiede un favore: deve trasportare una bara con il corpo di un muratore ucraino morto in un suo cantiere fino al confine con l'Ungheria. Filo sceglie proprio suo fratello, nonostante la sua catatonia, perché pensa che sia l'unico a poter guidare il carro funebre abbastanza veloce da far giungere la salma in patria prima che possano essere svolte indagini atte a incriminarlo; inoltre il suo piano prevede che, una volta giunto al confine, convinca Easy a proseguire fino al villaggio di provenienza del defunto, nei Carpazi.
Easy inizia così il suo viaggio, costellato di disavventure dovute principalmente all'intontimento causatogli dagli psicofarmaci che assume. Ad esempio, giunto alla dogana, alla richiesta da parte dei militari dei documenti, lui mostra quelli del defunto, che gli somiglia a parte la lunga barba; gli agenti lo inducono quindi a rasarsi. Successivamente, sfidato da una macchina sportiva, si lancia in una gara di velocità, riprovando l'ebbrezza della corsa; la competizione viene vinta, ma così perde la strada che il navigatore satellitare gli stava mostrando. Mentre telefona a Filo per chiedere aiuto, dei ladri gli rubano il carro funebre contenente documenti, soldi e farmaci, lasciandogli soltanto la bara.
Dapprima sconvolto, Easy inizia a "fraternizzare" con la salma nella bara, che scopre chiamarsi Taras, parlandogli e raccontandogli la sua vita. Decide dunque di provare a portare a termine il suo compito, e nonostante i suoi limiti riesce, con mezzi di fortuna e con l'aiuto di particolari personaggi, a raggiungere una stazione di polizia. Qui tuttavia scopre di essere stato identificato come uno dei corridori della gara che aveva disputato poco prima, e che dovrà pagare una pesantissima multa oppure andare in prigione. Disperato chiama Filo, il quale è ormai stato arrestato a causa della morte di Taras, e che quindi lo abbandona a se stesso insultandolo ferocemente. Ormai completamente solo, Easy riesce a recuperare la bara e fugge dalla stazione di polizia.
Il viaggio attraverso posti sempre più desolati assume per Easy i toni di un viaggio all'interno di se stesso. Il ragazzo rivelerà a Taras il vero motivo per cui ha lasciato le corse: un giorno, durante una gara importante, si era improvvisamente e inspiegabilmente addormentato a pochi metri dal traguardo. In seguito Easy troverà l'aiuto di un carrettiere, che lo conduce fino alla strada del villaggio di Taras, prima di addormentarsi. Credutolo morto, il ragazzo si carica nuovamente della bara e prosegue da solo. 
Nel villaggio troverà una donna che, nel sentir nominare Taras, dapprima lo aggredisce, poi gli si confida dicendo di essere figlia dell'uomo. Questi aveva abbandonato lei e sua madre dopo la sua nascita e si era rifatto una vita in un paese poco distante: è lì che Easy dovrà portare la bara, dove i parenti di Taras lo attendono. Pur non capendo la sua lingua, Easy lascerà alla donna le lettere dell'uomo, indirizzate alla 'sua cara bambina' e mai spedite.
Easy pensa di lasciare la bara in un sacrario della prima guerra mondiale, ma capendo che lì Taras non avrà mai il conforto della sua famiglia decide di proseguire il viaggio. La bara finirà in un fiume e Easy, per salvarla, vi si butterà a sua volta, finendo quasi per magia nel villaggio di Taras. Qui viene accolto dai congiunti dell'uomo, che gli spiegano, per mezzo di un'applicazione-traduttore, che i più stretti familiari dell'uomo sono morti in un incendio causato dall'accensione di troppe candele durante la veglia funebre; di conseguenza le persone che hanno accolto Easy non stavano aspettando Taras, ma Easy stesso, avvisate dalla figlia dell'operaio che il ragazzo aveva incontrato poco prima.
Easy, rifocillato e coccolato dalle persone del villaggio, partecipa al funerale di Taras, e getta nella fossa insieme alla bara tutte le reliquie del suo assurdo viaggio; successivamente gli viene presentata la figlia neonata del defunto, che presa in braccio dal ragazzo, forse riconoscendolo come suo padre, smette di piangere.
Mentre la culla, Easy si rende improvvisamente conto di essere riuscito a compiere la missione e dunque di aver finalmente raggiunto il traguardo con le sue sole forze; ma invece di rallegrarsene, il ragazzo rimane sconvolto e si chiede cosa farà da quel momento in poi.

## Riconoscimenti
- Locarno Festival (2017)[2][3]
  - Miglior attore a Nicola Nocella
- Festival del cinema italiano di Annecy (2017)[4]
  - Grand Prix du Jury
  - Miglior Film" al Festival del Cinema Città di Spello
  - Nicola Nocella "Miglior Attore" al Monte-Carlo Film Festival